# Rivetina fasciata
Rivetina fasciata är en bönsyrseart som beskrevs av Carl Peter Thunberg 1815. Rivetina fasciata ingår i släktet Rivetina och familjen Mantidae. Inga underarter finns listade i Catalogue of Life.